# 尖卷螺属
尖卷螺属（学名：Rhizorus）为頭楯目之下的一個屬，舊屬凹塔螺科，今獨立出來成為尖卷螺科（Rhizoridae Dell, 1952）。

## 分佈及棲息地
本物種分佈於日本（包括紀伊半島）以及中国大陆的海南等地，属于暖水性种类。其主要生活于深海底。

## 物種
現時本屬除了作為模式種的物種因為無法查證而留在本屬，其他物種均已被移到新的分類去。過往曾屬於本屬的物種如下：
- 尖卷螺 Rhizorus radiola (A. Adams, 1862)[3]
- 宽顶尖卷螺
- 德永尖卷螺
- 卵圆尖卷螺
- 纪伊尖卷螺[2]

## 外部連結
- 維基物種上的相關：尖卷螺属